# Sara Kolak
Sara Kolak (født 22. juni 1995) er en kroatisk atlet, der konkurrerer i spydkast.
Hun repræsenterede Kroatien ved sommer-OL 2016 i Rio de Janeiro, hvor hun vandt guld i spydkast.
Kolak konkurrerede i spydkast ved sommer-OL 2020 i Tokyo, men det lykkedes ikke at kvalificere sig til finalen. Hun blev nummer 11 ved EM 2024 i Rom og nummer fire i spydkast ved sommer-OL 2024 i Paris.